# بيل يونغ (مدير فني)
بيل يونغ (بالإنجليزية: Bill Yung)‏ هو مدير فني أمريكي، ولد في 1934.